# 下村拓哉
下村 拓哉（しもむら たくや、1985年1月14日 - ）は、日本のドッグ・ビヘイビアリスト。

## 人物
2009年9月より動物愛護団体The Blue CrossにてAnimal Welfare Assistantとして活動する。